# Spinibarbus maensis
Spinibarbus maensis är en fiskart som beskrevs av Nguyen, Duong och Tran 2007. Spinibarbus maensis ingår i släktet Spinibarbus och familjen karpfiskar. IUCN kategoriserar arten globalt som otillräckligt studerad. Inga underarter finns listade i Catalogue of Life.